# Kenshin Kawakami
Kenshin Kawakami (jap. 川上 憲伸, Kawakami Kenshin; * 22. Juni 1975 in Tokushima, Präfektur Tokushima) ist ein japanischer Baseballspieler. Der mit rechts werfende Pitcher der Atlanta Braves in der nordamerikanischen Major League Baseball war zuvor elf Jahre bei den Chūnichi Dragons aus Nagoya unter Vertrag und gewann in Japan 2004 den Sawamura-Preis für den besten Pitcher der Liga.

## Karriere
Mit der Tokushima-Kōgyō-Oberschule gelang es Kawakami in seinem dritten Jahr, 1993, beim Sommer-Kōshien bis ins Halbfinale vorzudringen. Nach der Schulzeit spielte er als Student der Meiji-Universität in der Liga der Sechs Universitäten von Tokio. 1997 wurde er in der ersten Runde von den Chūnichi Dragons aus der Central League gedraftet.
In seiner ersten Profisaison 1998 hatte Kawakami bereits 26 Einsätze und erzielte dabei 16 Wins. Für diese Leistung wurde er als shinjin'ō – der japanische Rookie of the Year – der Central League ausgezeichnet. Zusammen mit Masa Yamamoto gehörte er zu den besten Startern der Dragons und mit Ausnahme der Jahre 2000 und 2003, als er gesundheitlich angeschlagen war, warf er bis 2008 jedes Jahr in mindestens 20 Spielen für Chūnichi. Am 1. August 2002 warf er gegen die Yomiuri Giants im Tokyo Dome einen No-Hitter. 2004 und 2006, als die Dragons jeweils auch den ersten Tabellenplatz der Central League erreichten, führte er die Liga mit 17 Wins an. 2004 wurde Kawakami für seine Saisonleistung mit dem Sawamura-Eiji-shō und als MVP der Central League ausgezeichnet. In der Nihon Series 2007 endete sein dritter Einsatz als Eröffnungspitcher der Finalserie (nach 2004 und 2006) zwar mit einer Niederlage; aber dank der Mannschaftsleistung in den folgenden Spielen konnte er den ersten und einzigen Meistertitel mit den Dragons feiern.
In der Nationalmannschaft nahm Kawakami an den Olympischen Spielen 2008 in Beijing teil.
Im Januar 2009 unterzeichnete Kawakami einen Dreijahresvertrag mit den Atlanta Braves. Sein Major-League-Debüt gab er am 11. April 2009 in einem Spiel gegen die Washington Nationals mit einem Win. Insgesamt warf er aber mäßig und war mit 7–12 bei einem ERA von 3.86 2009 der einzige regelmäßige Starter der Braves mit einem losing record. 2010 warf er mit 1–10, 5.15 schwach, wurde zeitweise zu den Gwinnett Braves in die Minor League versetzt und hatte nach dem All-Star-Game nur noch drei Einsätze in der ersten Mannschaft.